# Edmond L. DePatie
Edmond L. DePatie (* 27. Januar 1900; † 6. August 1966) war Vizepräsident und Manager des Warner Bros. Burbank Studios.
Er wurde 1955 Präsident des Motion Picture Relief Fund und startete später eine Kampagne für die Einrichtung einer Motion Picture Exposition and Hall of Fame zur Ehrung der Filmindustrie und zur Gewinnerwirtschaftung für das Motion Picture & Television Fund Country House. Dieses Vorhaben war allerdings nicht erfolgreich, und trotz der Bemühungen über mehrere Jahre konnte ein Hollywood-Museum zugunsten des Country House nicht umgesetzt werden.
Kurz vor seinem Tod wurde DePatie für seine Verdienste bei der Oscarverleihung 1966 mit dem Jean Hersholt Humanitarian Award ausgezeichnet.
DePatie starb an einem Herzinfarkt während eines Urlaubs in Chowchilla, Kalifornien im Alter von 66 Jahren.